# ریچل کیالوناپوا اوسالیوان
ریچل کیالوناپوا اوسالیوان (انگلیسی: Rachel Kealaonapua O'Sullivan؛ زادهٔ november ۳, ۱۹۵۰ (۷۴ سال)) ورزشکار شیرجه اهل ایالات متحده آمریکا است.
وی در مسابقات کشوری و بین‌المللی در مجموع برندهٔ ۱ مدال برنز شده‌است.